# 山梨県立市川高等学校

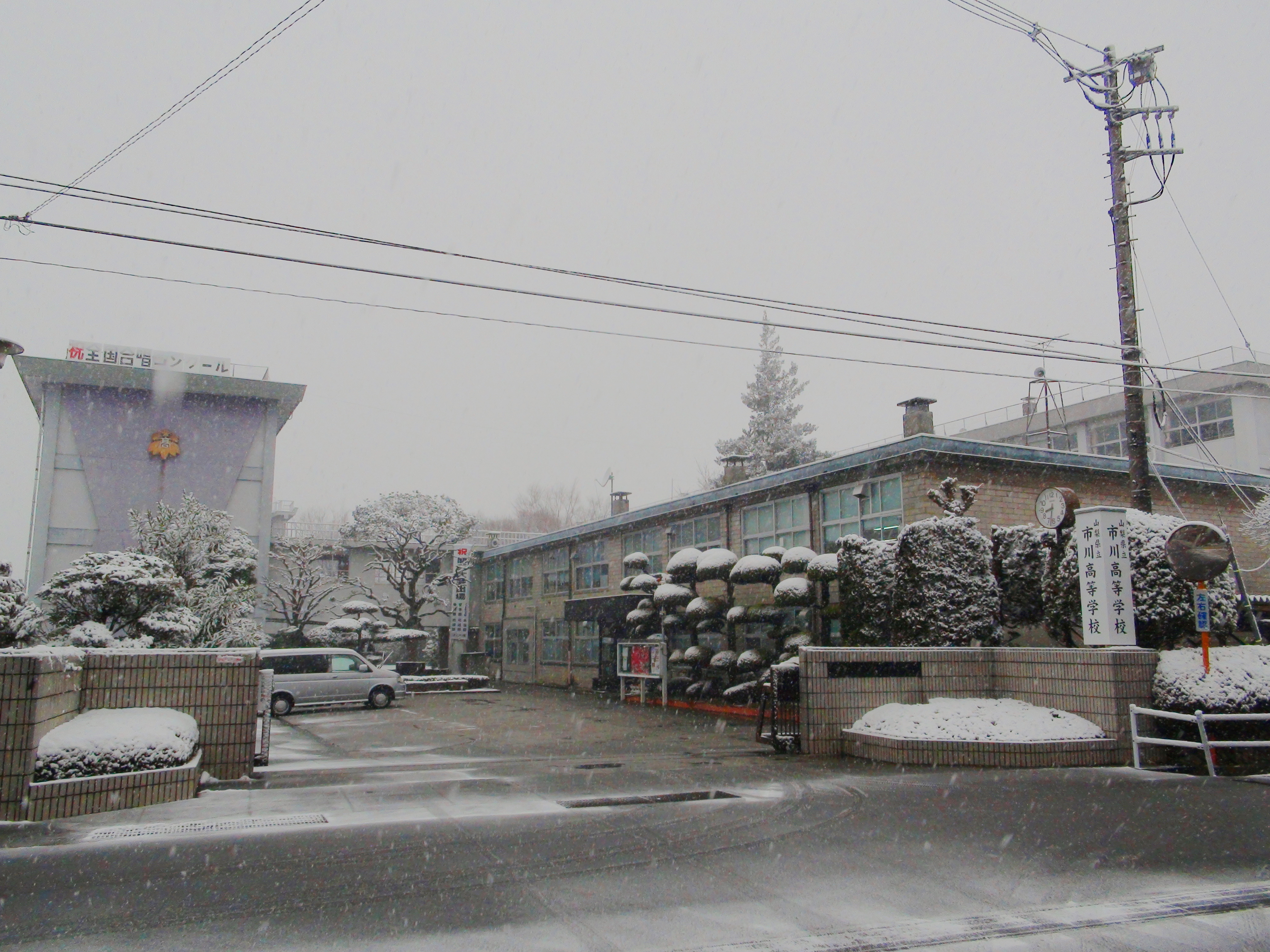
降雪時（2011年2月撮影）

山梨県立市川高等学校（やまなしけんりつ いちかわこうとうがっこう）は、山梨県西八代郡市川三郷町市川大門にかつて存在した公立の高等学校。校章は甲斐源氏の紋章とされる笹龍胆。

## 設置学科
- 普通科
- 英語科

## 沿革
（沿革節の主要な出典は公式サイト）
- 1914年（大正3年） - 市川大門町立女子市川実業補習学校が設立される。
- 1928年（昭和3年） - 青年学校令により町立市川実科女学校と改称される。
- 1940年（昭和15年）- 町立市川実科高等女学校と改称される。
- 1943年（昭和18年） - 町立市川高等女学校と改称される。
- 1948年（昭和23年） - 町立市川高等学校と改称される。
- 1950年（昭和25年） - 県に移管されて、山梨県立市川高等学校と改称される。
- 1988年（昭和63年） - 普通科とは別に、英語科を設置する。
- 2020年（令和2年）
  - 3月 - 青洲高校開校を控え、新入生募集停止（学校再編についてを参照）。
  - 7月 - 校舎解体開始。8月以降市川高校の在校生は青洲高校の校舎を使用する。
- 2022年（令和4年）3月 - 閉校。

## アクセス
- JR東海身延線市川本町駅から徒歩7分

## 部活動

### 野球部
野球部は県内有数の強豪で、これまで選抜高等学校野球大会に3回、全国高等学校野球選手権大会に2回出場している。特に1991年春（第63回）では2試合連続逆転サヨナラ勝ちを果たして「ミラクル市川」と称される。また、1998年の高校野球秋季関東大会決勝では横浜高校の連勝記録を止めた高校としても有名。
選抜大会戦績
- 1991年（第63回） - 準決勝進出
- 1999年（第71回） - 準々決勝進出
- 2001年（第73回） - 準々決勝進出

選手権大会戦績
- 1991年（第73回） - 準々決勝進出
- 1994年（第76回） - 2回戦進出

### 音楽部
音楽部は全国屈指の実力を持つ合唱団であり、NHK全国学校音楽コンクールや全日本合唱コンクールの県大会や、ブロック大会、全国大会で金賞を受賞するなど、成績を残している。また、山梨県内の学校や公共施設などで訪問演奏、チャリティー活動などを行っている。

- 2013年の時点で、全日本合唱コンクール県大会での金賞は23年連続。
- 2012年第13回山梨ヴォーカルアンサンブルコンテストで金賞を受賞。声楽アンサンブルコンテスト全国大会に初進出を果し総合6位に入賞した。
- 2015年度全日本合唱コンクールでは全国大会にも出場。銅賞に入賞。

## 著名な出身者
- 渡辺文人 - 同校野球部元監督。「ミラクル市川」の時の指導者。
- 細田正彦 - 元プロ野球選手
- 長田克史 - 元プロ野球選手
- 深沢敦 - 声楽家・俳優 日本大学芸術学部音楽科卒業。
- 鷹木信悟 - プロレスラー
- 小林美幸 - 元テレビ静岡・アナウンサー
- 土橋信男 - 北星学園大学元学長
- 長田佳奈 - 漫画家

## 学校再編について
峡南地区の県立3校（市川、増穂商、峡南）は2020年4月に統合して青洲高校となり、市川高校は2022年3月末をもって廃校となった。
1996年に山梨県教育委員会が県立高校の整備構想を策定した際、市川・増穂商・峡南の3校については、統合し総合学科高校を設立することが盛り込まれた。2005年に1万5000人以上の反対署名が集まるなどしたため2008年に一度は流れることになった  が、峡南地区の少子化・過疎化が進み各校とも大幅な定員割れが続いていたことから、身延高校を含めた4校による統合が再度話し合われることになった。しかし、身延高校については他3校とは距離があり、かつ市川高校に新校舎が計画された際旧身延町および南部町からの通学が困難であること、また身延高校が独自に総合学科への転換や周辺中学校との中高一貫教育を行うなど存続に向けた独自路線を進むことを決めたことから除外され、当初の通り3校による統合が決定した。
市川高校を含めた峡南県立3校は2019年度の新入学生を最後に募集を停止し、在校生が全員卒業した2021年度をもって閉校となった。統合してできた青洲高校の新校舎は、市川高校および隣接する市川三郷町の施設を解体して用意された敷地に建設された。

## その他
- 『AKBINGO!』における企画で、学園祭でAKB48のサプライズライブが開催された（2009年7月8日放送）。